# Métropole de l'Élide et d'Oléna
La métropole de l'Élide et d'Oléna (en grec byzantin : Ιερά Μητρόπολις Ηλείας και Ωλένης) est un évêché de l'Église orthodoxe de Grèce situé à l'ouest du Péloponnèse. Elle doit son nom à la région historique de Grèce, l'Élide, dont la capitale était la ville d'Élis, aujourd'hui Archéa Élis, près de Daphni du Pénée. L'évêque ne réside plus dans la ville d'Oléna depuis le Moyen Âge. Le siège de la métropole est à Pyrgos.

## La cathédrale
- C'est l'église Saint-Nicolas de Pyrgos.

## Les métropolites
- 1901-1918 Damascène (né André Spiliotopoulos)
- 1922-1945 Antoine (né Antoine Politis)
- 1945-1968 Germain Ier (né Démétrios Goumas)
- 1968-1981 Athanase (né Élie Vassilopoulos)
- 1981-aujourd'hui Germain II (né Jean Parascévopoulos)

## L'histoire
- Entre 802 et 806, l'empereur Nicéphore Ier crée la métropole de Patras au détriment de celle de Corinthe et lui donne trois suffragants : Lacédémone, Coron et Méthone. Il n'est pas question à cette époque d'un évêché pour l'Élide. Il semblerait que vers le XIe ou le XIIe siècle, un évêché ait été créé portant le nom de la ville d'Élis et ait reçu ensuite celui de Morée, le nom du promontoire situé près de Pyrgos, appelé Ichtys dans l'Antiquité et Katakolo aujourd'hui.
- En 1821, l'évêché d'Oléna a son siège à Pyrgos. Il est illustré par l'évêque Philarète qui meurt martyr dans une prison de Tripoli le 13 septembre 1821. L'évêché reste vacant quelques années et Cyrille Bogasaris, ancien évêque de Larissa, en est le locum tenens.
- En 1899 est créé l'évêché de l'Élide.
- En 1922, les évêchés de l'Élide et d'Oléna sont réunis et érigés en une métropole dont le siège est à Pyrgos.

## Le territoire

### Doyenné de Pyrgos
- 40 paroisses

### Doyenné d'Amalias
- 21 paroisses dont :
- Paléochorion

### Doyenné du Pénée
- 31 paroisses dont :
- Agia Trias
- Akropotamia
- Daphni du Penée
- Kryonérion
- Inoï

### Doyenné de Gastoni et Bartholomion
- 16 paroisses

### Doyenné de Léchaina
- 25 paroisses dont :
- Olga
- Simiza

### Doyenné de Varda
- 19 paroisses

### Doyenné d'Oléna
- 23 paroisses dont :
- Klindia
- Lanthio
- Oléni

### Doyenné d'Archéa Olympia
- 15 paroisses

### Doyenné de Lambia
- 27 paroisses.

## Les monastères

### Monastère d'homme
- Monastère Chrysopigi de Divris, près de Lambia, fondé en 1674.

### Monastères de femmes
- Monastère de la Dormition de la Mère de Dieu de Krémasti, fondé en 1700.
- Monastère Saint-Nicolas de Francopidimas, fondé en 1200.
- Monastère de la Dormition de la Mère de Dieu de Skaphidia, fondé en 1100.
- Traganon

## Évêques latins
- Guglielmo (6 mai 1246 – ?)
- Guillaume de Pontoise, O.S.B. (1258 – mort le 18 décembre 1263)
- Niccolò (30 septembre 1285 – ?)
- Giovanni Muto dei Papazzurri (23 décembre 1297 –  6 février 1300), plus tard évêque d'Imola (Italie) (6 février – 3 août 1302), évêque de Rieti (Italie) (3 août 1302 – mort en 1339)
- Léonard (26 février 1300 – ?)
- Aymon, O.S.B. (1310? – 13 janvier 1313), plus tard évêque d'Arba (13 janvier 1313 – 1317?)
- Jacques (1313? – ?)
- Jean (1330? – ?)
- François (18 mars 1333 – ?)
- Ludovico della Torre (30 mars 1349 - 17 mai 1357), plus tard évêque de Corone (17 mai 1357 – 10 mai 1359), patriarche d'Aquilée (Italie) (10 mai 1359 – 1365)
- François (26 mai 1357 – ?)
- Pierre de Plaisance, O.F.M. (4 mars 1362 – ?), auparavant archevêque de Smyrne (aujourd'hui Izmir) (31 janvier 1358 – 4 mars 1362)
- Matthieu (27 mars 1370 – ?)
- Louis (24 juillet 1388 – ?)
- Antonio da Macerata, O.E.S.A. (O.E.S.A.) (11 août 1391 – ?)
- Théodore de Constantinople, O.P. (10 avril 1418 – 1421?)

## Évêquesin partibus
Le siège est aujourd'hui une titulature de l'Église catholique :
- Pierre de l’Abbé (13 avril 1519 – ?)
- Raimondo Lezzoli, O.P. (20 octobre 1696 – 18 janvier 1706)
- Michel Portier (26 août 1825 – 15 mai 1829)
- Thomas Griffiths (30 juillet 1833 – 12 août 1847)
- Sébastien-Théophile Neyret (31 mars 1848 – 5 novembre 1862)
- Agustín Cecilio Gómez de Carpena y Bolio (22 septembre 1864 – 5 octobre 1868)
- Jean-Marcel Touvier, C.M. (29 novembre 1869 – 4 août 1888)
- Pio Claudio Nesi, O.F.M. (22 avril 1901 – 2 mai 1901)
- Joseph Robert Cowgill (26 septembre 1905 – 7 juin 1911)
- Luís Silva Lezaeta (5 janvier 1912 – 3 février 1928)
- Paul Wang Wen-cheng (ru) (王文成) (2 décembre 1929 – 11 avril 1946)
- Clemente Geiger, C.PP.S. (17 janvier 1948 – 14 juin 1995)

## Les solennités locales
- La fête de saint Charalambos le 10 février à Pyrgos.
- La fête de sainte Catherine à Amalias.
- La fête de saint Nicolas à Spata, procession des reliques le 10 mai.

## Les sources
- (el) Site de la métropole
- Diptyques de l'Église de Grèce, édition Diaconie apostolique, Athènes (édition annuelle).
- V. Laurent, L'évêché de Morée (Moréas) en Péloponnèse, in Revue d'études byzantines, n°20, 1962, pp 181-189.